# Geórgios Theotókis
Geórgios Theotókis (1844 — 1916) foi um político da Grécia. Ocupou o cargo de primeiro-ministro da Grécia.